# Amro El Geziry
Amro El Geziry est un pentathlonien égyptien.

## Palmarès
| Discipline/Année                         | 2007 | 2008 | 2009 | 2010 | 2011 | 2012 | 2013 | 2014 | 2015 | 2016 |
| ---------------------------------------- | ---- | ---- | ---- | ---- | ---- | ---- | ---- | ---- | ---- | ---- |
| Jeux olympiques Individuel               | -    | 32e  | -    | -    | -    | 33e  | -    | -    | -    | 25e  |
| Championnats du monde seniors Individuel | -    | -    | -    | -    | -    | -    | -    | 2e   | -    | -    |
| Championnats du monde seniors Équipe     | -    | -    | -    | -    | -    | -    | -    | -    | -    | -    |
| Championnats du monde seniors Relais     | -    | -    | 3e   | -    | -    | -    | -    | -    | -    | -    |
| Coupe du monde seniors Individuel        | -    | -    | -    | -    | -    | -    | -    | -    | -    | -    |
| Championnats d'Afrique Individuel        | 1er  | -    | -    | -    | 3e   | -    | -    | -    | 2e   | -    |
| Championnats d'Afrique Équipe            | -    | -    | -    | -    | -    | -    | -    | -    | 1er  | -    |
| Championnats d'Afrique Relais mixte      | -    | -    | -    | -    | -    | -    | -    | -    | 1er  | -    |

Ce palmarès n'est pas complet